# Nghĩa Thành, Nghĩa Hưng
Nghĩa Thành là xã thuộc huyện Nghĩa Hưng, tỉnh Nam Định, Việt Nam.

## Lịch sử
Xưa xã có tên là Thư Điền, do Đốc học kiêm Doanh điền sứ tỉnh Nam Định là tiến sĩ Doãn Khuê tổ chức khai hoang lấn biển, lập nên. Khi thực dân Pháp đánh chiếm Bắc kỳ lần thứ nhất (1873) Doãn Khuê cùng các con là Doãn Chi, Doãn Vị, lập nên đội nghĩa quân chống Pháp mà nòng cốt là con em Nghĩa Thành. Nhân dân ở đây lập đền thờ ông làm Thành Hoàng.
Ban đầu, khi mới lập làng xã năm 1854, vùng đất xã Nghĩa Thành (lúc đó mới có một làng xã đầu tiên là làng Thư Điền) thuộc tổng Sĩ Lâm huyện Đại An phủ Nghĩa Hưng tỉnh Nam Định nhà Nguyễn. Tổng Sĩ Lâm lúc đó cũng mới được thành lập từ trại Sĩ Lâm, vùng đất khai hoang của Phạm Văn Nghị. Ngày nay, đất tổng Sĩ Lâm thuộc phần đất các xã Nghĩa Thành, Nghĩa Lâm (trung tâm trại Sĩ Lâm), Nghĩa Hùng, Nghĩa Hải của huyện Nghĩa Hưng.

## Vị trí địa lý
Ranh giới xã Nghĩa Thành về phía Bắc giáp thị trấn Quỹ Nhất (nguyên trước là xã Nghĩa Hòa), phía Tây giáp xã Nghĩa Lâm, phía Nam và Đông Nam giáp xã Nghĩa Lợi, phía Đông giáp xã Nghĩa Tân. Mem theo ranh giới phía đông với Nghĩa Tân, xã Nghĩa Thành có đường tỉnh lộ 490 chạy qua sang xã Nghĩa Lợi.
Xã Nghĩa Thành gồm 3 thôn: Thư Điền, Chỉ Thiện và Tây Thành, trong đó thôn Chỉ Thiện là một làng theo đạo Công giáo (giáo xứ Chỉ Thiện thuộc hạt Quỹ Nhất giáo phận Bùi Chu).

## Lễ hội văn hóa
Lễ hội rước Thành Hoàng được tổ chức hàng năm vào ngày 19 tháng Giêng hàng năm. Lễ hội diễn ra với nhiều trò chơi và phong tục đặc sắc của quê hương như chọi gà, leo cột, đua thuyền...
Các hình ảnh về lễ hội rước Thành Hoàng:

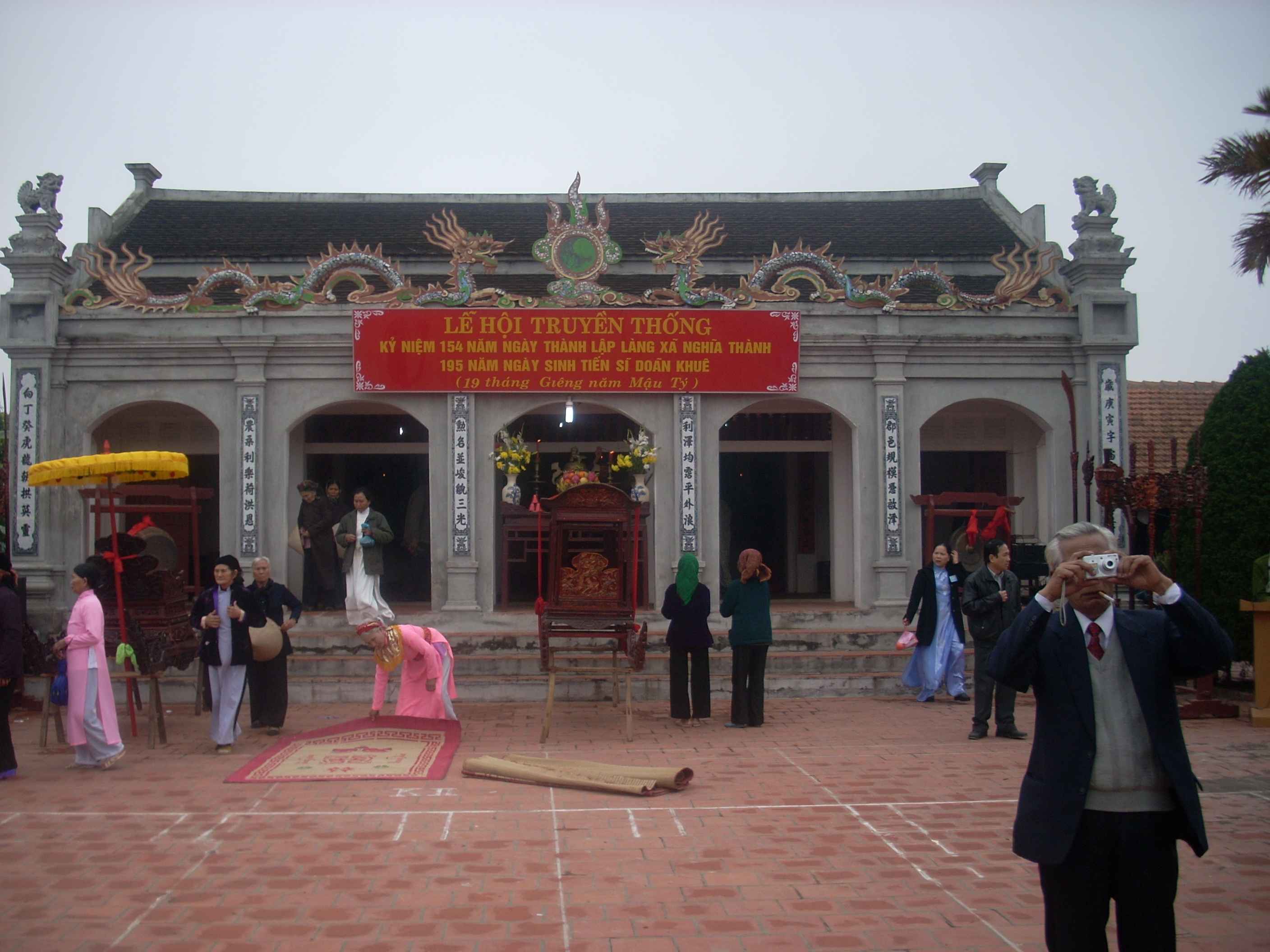
Đình xã Nghĩa Thành huyện Nghĩa Hưng tỉnh Nam Định, nơi thờ Tiến sĩ Doãn Khuê
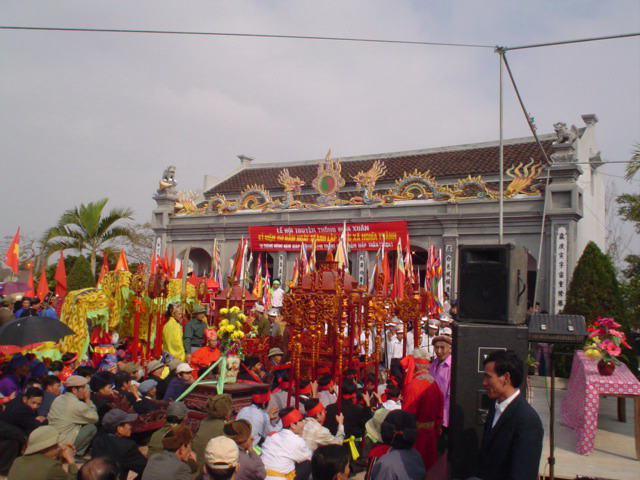
Lễ hội truyền thống làng xã Nghĩa Thành huyện Nghĩa Hưng Nam Định
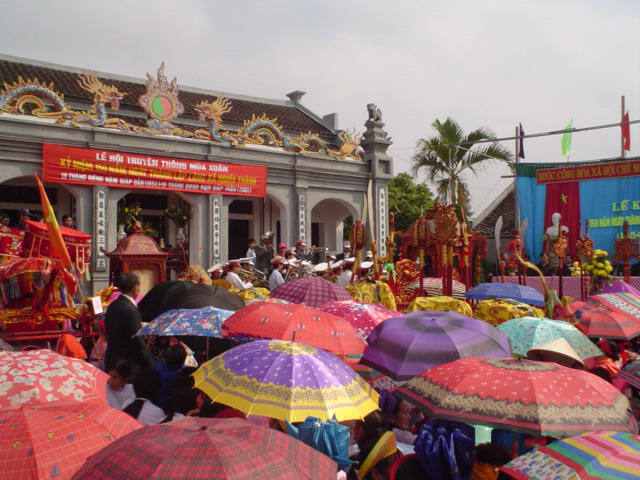
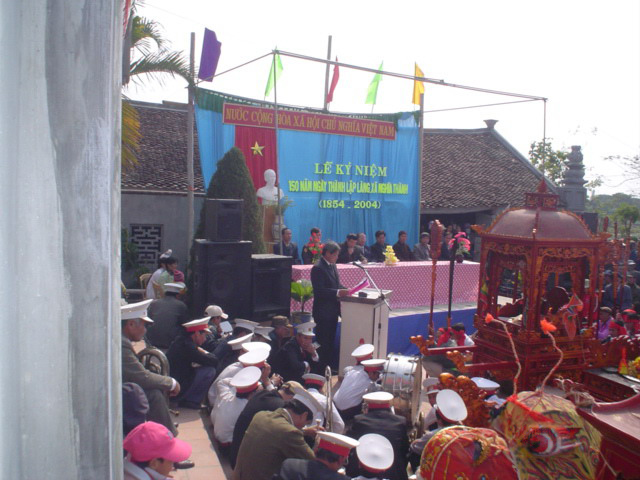
Kỷ niệm 150 năm ngày lập làng xã Nghĩa Thành 1854-2004.